# 1943年上海
|        | 上海历史 |
| 世紀： | 19世紀上海 \| 20世紀上海 \| 21世紀上海                                                                                     |
| 年代： | 1910年代上海 \| 1920年代上海 \| 1930年代上海 \| 1940年代上海 \| 1950年代上海 \| 1960年代上海 \| 1970年代上海               |
| 年份： | 1939年上海 \| 1940年上海 \| 1941年上海 \| 1942年上海 \| 1943年上海 \| 1944年上海 \| 1945年上海 \| 1946年上海 \| 1947年上海 |
| 紀年： | 癸未年（羊年）、上海开埠100周年、上海设市16周年                                                                            |

这一年在日本的帮助下，汪精卫政权收回了公共租界与法租界，全部并入华界。这一事实后得到英美政府及法国政府对蒋介石政府的承认。

## 主要官员（公共租界）

### 工部局
- 总董：冈崎胜男
- 总裁：冈崎胜男
- 总办：寺冈洪平

公共租界于8月1日由日本交还汪精卫政权。

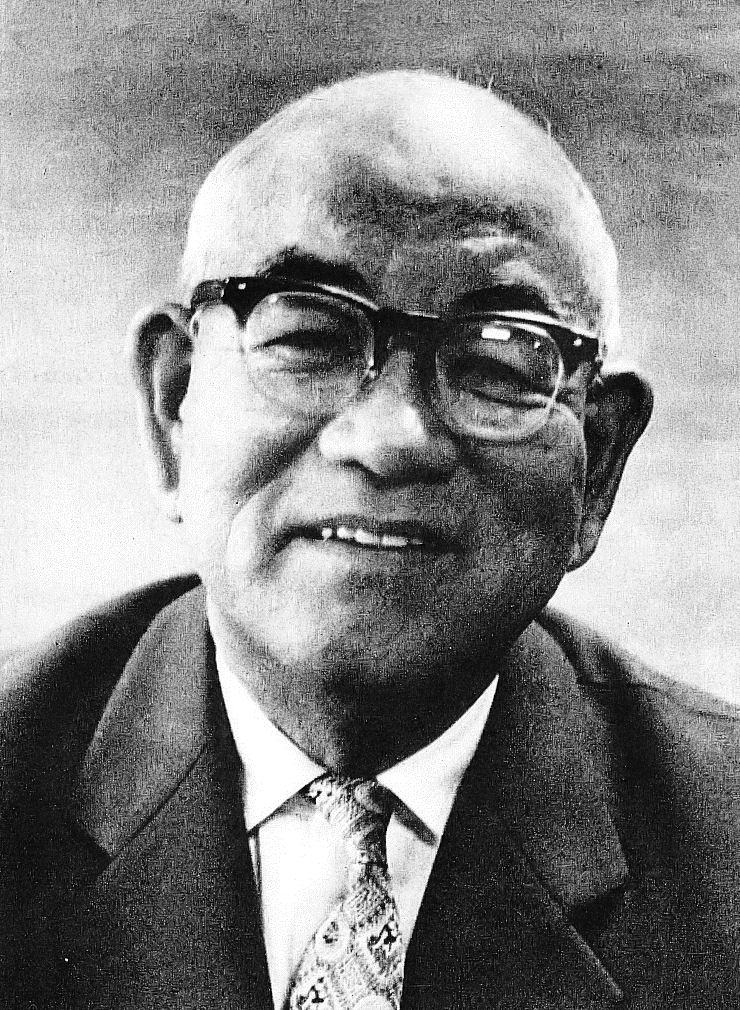
总董、总裁冈崎胜男

## 主要官员（法租界）

### 总领事
- 罗朗德·德·马尔热里耶（英语：Roland de Margerie）

法租界于7月30日由维希法国交还汪精卫政权。

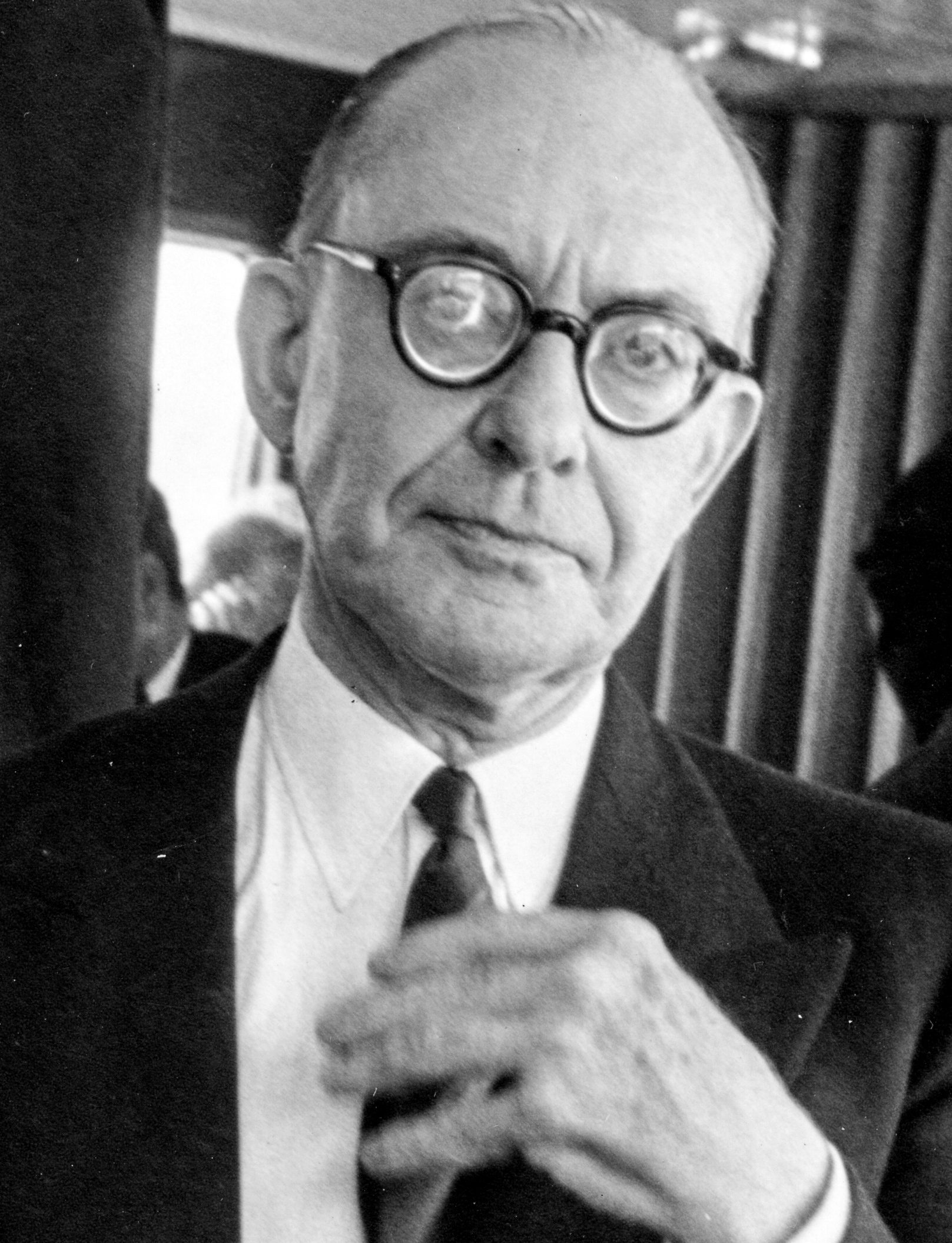
总领事马尔热里耶

## 主要官员（华界：汪精卫政权）

### 政府

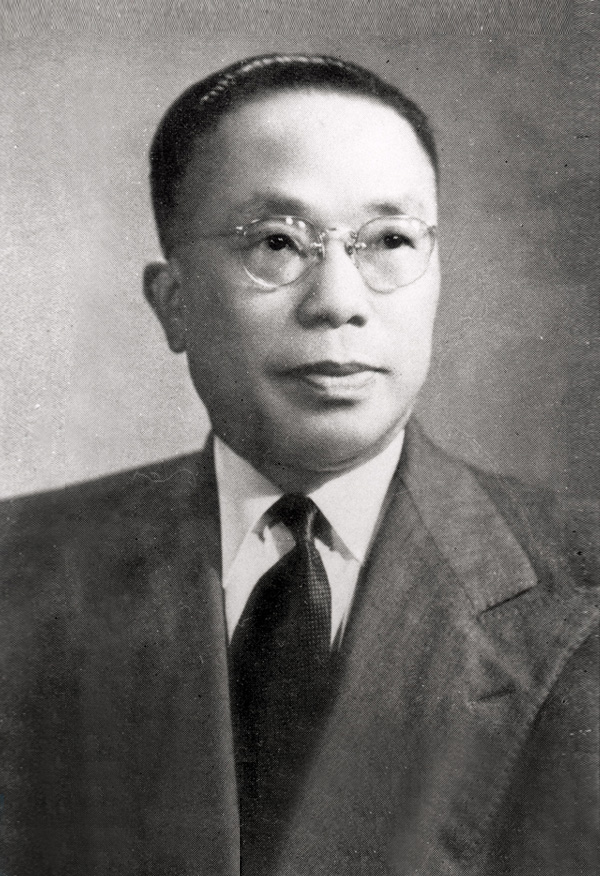
市长俞鸿钧

- 市长：陈公博

### 法院
- 高等法院院长：徐维震
- 地方法院院长：赵钲镗

### 检察署
- 高等检察署检察长：胡诒谷
- 地方检察署检察长：陈秉钧→蔡日新

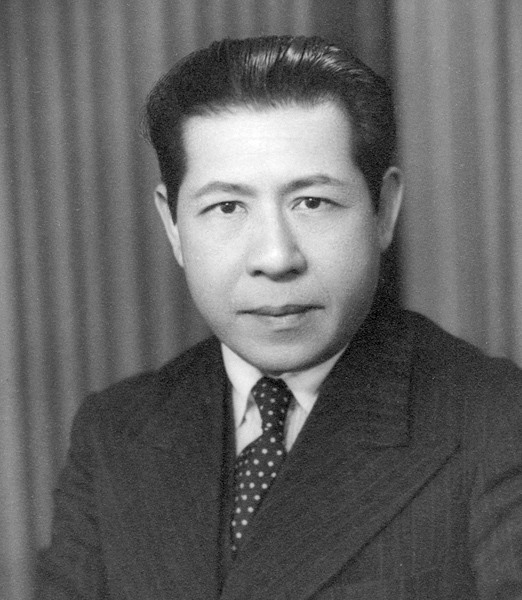
市长陈公博
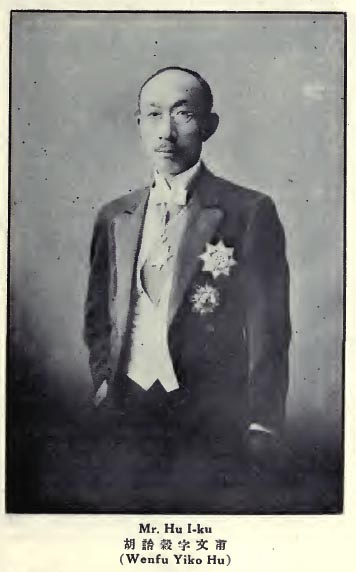
市高检检察长胡诒谷

## 主要官员（华界：重庆国民政府）

### 政府
- 市长：俞鸿钧[註 1]

- 市长俞鸿钧